# كايل غاس
كايل غاس (بالإنجليزية: Kyle Gass) مواليد 14 يوليو 1960 في والنوت كريك، الولايات المتحدة، هو ممثل أمريكي بدأ مسيرته الفنية سنة 1993.

## الأعمال

### أفلام
- رجل السلك (1996)
- بالكاد مشهور (2000)
- التطور (2001)
- هال السطحي (2001)
- الرجل الجديد (2002)
- قزم (2003) (بدور: يوجين)
- الخنازير البرية (2007)
- كونغ فو باندا (2008)

### مسلسلات
- ساينفيلد (1996)
- فلمور (2002)
- فريندز (2003)
- فتاتان مفلستان (2013) (بدور: باز)
- التاريخ الثمل (2015) (بدور: فريد إيتون)

## وصلات خارجية
- كايل غاس على موقع IMDb (الإنجليزية)
- كايل غاس على موقع روتن توميتوز (الإنجليزية)
- كايل غاس على موقع ألو سيني (الفرنسية)
- كايل غاس على موقع ميوزك برينز (الإنجليزية)
- كايل غاس على موقع تيرنر كلاسيك موفيز (الإنجليزية)
- كايل غاس على موقع أول موفي (الإنجليزية)
- كايل غاس على موقع قاعدة بيانات الأفلام السويدية (السويدية)
- كايل غاس على موقع إن إن دي بي (الإنجليزية)
- كايل غاس على موقع أول ميوزيك (الإنجليزية)
- كايل غاس على موقع ديسكوغز (الإنجليزية)
- الموقع الرسمي